# Mianchi (meteoryt)
Mianchi – meteoryt kamienny należący do chondrytów oliwinowo-bronzytowych H 5, spadły w 4 września 1980 roku w chińskiej prowincji  Henan.  Z miejsca upadku meteorytu pozyskano około 1,1 kg materii meteorytowej.